# Sozialdemokratische Arbeiterpartei Russlands
Die Sozialdemokratische Arbeiterpartei Russlands (SDAPR) (russisch Российская социал-демократическая рабочая партия; Abkürzung РСДРП, RSDRP) war eine 1898 in Minsk gegründete marxistische politische Partei. 1903 spaltete sich die Partei in zwei Fraktionen, in die der Bolschewiki und die der Menschewiki. 1912 wurden die noch verbliebenen Menschewiki aus der Partei ausgeschlossen und die Partei in Sozialdemokratische Arbeiterpartei Russlands (Bolschewiki) (SDAPR(B)) umbenannt, 1918 wiederum in Kommunistische Partei Russlands (Bolschewiki). Aus dieser Partei ging schließlich die Kommunistische Partei der Sowjetunion hervor.

## Vorgeschichte
Angesichts der politischen Unterdrückung konnte sich sozialistisches Gedankengut aus dem Westen im Russischen Reich nur vereinzelt verbreiten. Trotzdem wurden seit den 1870er Jahren von verschiedenen Gruppen Versuche unternommen, Organisationen zu bilden, die sich als sozialdemokratisch verstanden, sich mit Literatur von Karl Marx und anderen sozialistischen Theoretikern beschäftigten und spontane Streiks unterstützten. Die erste dieser für Russland völlig neuartigen Organisationen war der Südrussische Arbeiterbund, der 1875 von Jewgeni Saslawski (1844–1878) in Odessa gegründet und von der zaristischen Polizei durch Verhaftung der meisten Mitglieder aufgelöst wurde. 1878 gründete sich in Sankt Petersburg der Nordbund russischer Arbeiter, der 1880 ebenfalls von der Polizei aufgelöst wurde.
1883 gründeten Georgi Plechanow, Pawel Axelrod, Wera Sassulitsch und andere in Genf die „Gruppe zur Befreiung der Arbeit“, die sich das Ziel setzte, systematisch westliche sozialistische Literatur in Russland zu verbreiten. Plechanow unterhielt enge Verbindungen zu Friedrich Engels und war Mitbegründer der II. Internationale. Zur selben Zeit gründete der Bulgare Dimitar Blagoew (1856–1924, späterer Mitbegründer der Sozialdemokratie in Bulgarien) in Sankt Petersburg die Organisation „Für eine Partei russischer Sozialdemokraten“, die bis zu ihrer Zerschlagung im Jahr 1887 sozialdemokratische Zeitungen verbreitete. Von 1885 bis zu seiner Auflösung durch die Polizei im Jahr 1888 wirkte der „Sankt Petersburger Fabrikarbeiterverein“, der Hunderte Arbeiter mit sozialdemokratischen Ideen vertraut machte. Der „Arbeiterverein Sankt Petersburg“ war die erste festere sozialdemokratische Organisation mit rund 20 Stadtteilgruppen, die am 1. Mai 1891 vor den Toren der Stadt die erste Maikundgebung Russlands organisierte. Allerdings waren Polizeispitzel dabei, sodass die Organisation ein Jahr später durch Massenverhaftungen der Polizei aufgelöst werden konnte. 1895 wurde in Sankt Petersburg der „Kampfbund zur Befreiung der Arbeiterklasse“ gegründet, dem Wladimir Lenin (1870–1924) angehörte. Trotz Verhaftung von rund 40 Mitgliedern, darunter Lenin, gelang es diesmal der Polizei nicht, die Organisation zu zerschlagen. Das führte dazu, dass in vielen anderen Städten kleine Gruppen von sozialdemokratisch eingestellten Arbeitern nach dem Vorbild von Sankt Petersburg ebenfalls Kampfbünde gründeten, die allerdings in den meisten Fällen den polizeilichen Verhaftungen nicht so erfolgreich standhalten konnten und daher wieder verschwanden. 1897 gründete sich der Allgemeine Jüdische Arbeiterbund in Litauen, Polen und Russland (kurz Bund). In der ukrainischen Stadt Kiew entstand zur selben Zeit die sozialdemokratische Arbeiterzeitung, deren Redaktion ein Netzwerk einzelner Arbeiter und kleiner Gruppen aufbaute.

## Parteigründung

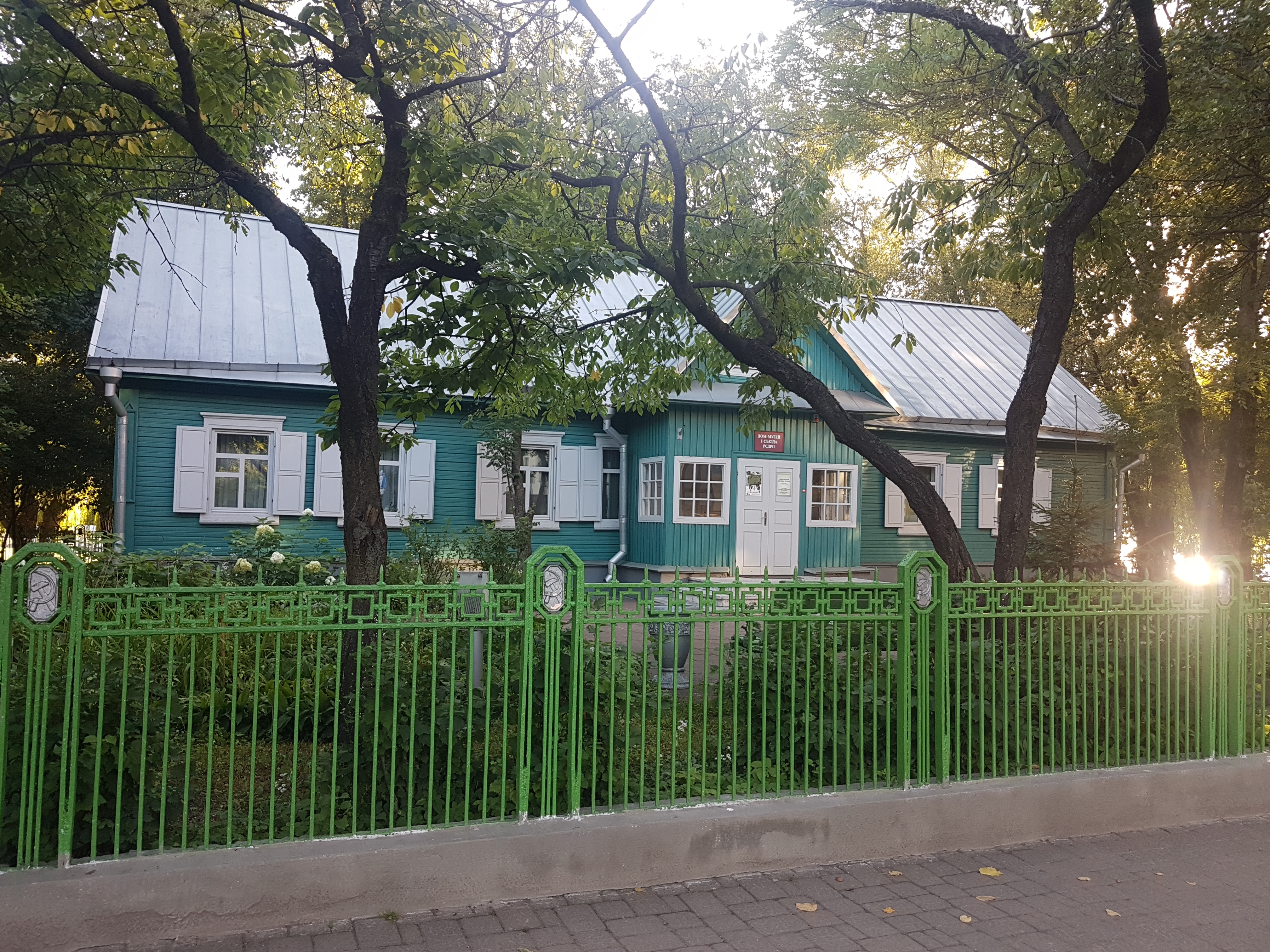
Haus der Gründung der SDAPR in Minsk

1898 trafen sich in Minsk insgesamt neun Personen, die sechs Organisationen vertraten, die sich als sozialdemokratisch verstanden. Das waren die „Kampfbünde“ aus Sankt Petersburg, Moskau, Kiew und Jekaterinoslaw, der Allgemeine Jüdische Arbeiterbund und die Redaktion der Kiewer Arbeiterzeitung. Diese neun Vertreter von sechs kleinen Organisationen beschlossen die Gründung der Sozialdemokratischen Arbeiterpartei Russlands (SDAPR), erklärten sich zum I. Parteitag und wählten ein aus drei Mitgliedern bestehendes Zentralkomitee, das aus Boris Eidelman (1867–1939), Arkadi Kremer (1865–1935) und Stepan Radtschenko (1869–1911) bestand.
Die Nachricht von der „Gründung der SDAPR“, die im Grunde genommen nur eine kühne Erklärung von neun Personen gewesen war, verbreitete sich in ganz Russland und führte dazu, dass Dutzende Zeitungen, Komitees und Gruppen entstanden, die sich als örtliche Zusammenschlüsse der SDAPR verstanden. Arbeiter mit sozialdemokratischer Einstellung hatten im riesigen Russischen Reich bis 1898 angenommen, mit ihren Auffassungen ganz allein dazustehen; als sie jedoch erfuhren, dass eine Partei gegründet worden ist, wollten sie ihr angehören und dafür sorgen, dass diese SDAPR vor Ort vertreten ist und unter den Arbeitern bekannt wird. Viele der so entstandenen Gruppierungen waren nicht sehr stabil, viele wurden auch von der Polizei aufgelöst.
Seit 1900 entwickelte sich die illegal herausgegebene Zeitung Iskra (Der Funke), an der Lenin und die „Gruppe zur Befreiung der Arbeit“ um Plechanow mitarbeiteten, zum Diskussionsforum der Sozialdemokratie, in deren Redaktion auch ernste Meinungsverschiedenheiten zwischen eher revolutionär eingestellten Sozialdemokraten um Lenin und den gemäßigteren „Ökonomisten“ um Julius Martow (1873–1923) und Georgi Plechanow auftraten.

## Der II. Parteitag 1903
1903 gab es in Russland 26 Organisationen, die Delegierte zum II. Parteitag der SDAPR entsandten, der in Brüssel und London stattfand. Die Partei hatte zu diesem Zeitpunkt rund 5000 Mitglieder. Die Zusammenkunft begann im Geheimen am 30. Juli 1903 in Brüssel. Sie musste jedoch nach kurzer Zeit nach London verlegt werden, weil die Polizei die Delegierten zum Verlassen Belgiens aufforderte.
Auf dem Parteitag kam es zwischen den radikaleren und gemäßigteren Richtungen der Sozialdemokratie zu Auseinandersetzungen über organisatorische und strategische Fragen. Eine scharfe Auseinandersetzung um die Parteisatzung betraf die Frage, ob es für eine Mitgliedschaft in der Partei ausreichend sein sollte, wenn jemand die Partei beispielsweise finanziell unterstützt, oder ob eine persönliche aktive Mitwirkung in einer Parteiorganisation gefordert werden sollte, die SDAPR also eine Kaderpartei von Berufsrevolutionären werden sollte. Ein Hintergrund dieser Fragestellung war auch die Anzahl der Delegiertenstimmen, die einer Parteiorganisation aufgrund der Zahl ihrer Mitglieder zustand. Schließlich befand sich die Gruppe um Lenin am 23. August 1903 in der Mehrheit; sie wurde seitdem die Fraktion der Bolschewiki (Mehrheitler) genannt. Ihre innerparteilichen Gegner wurden als Menschewiki (Minderheitler) bezeichnet. Die Entscheidung, Kaderpartei zu werden und entsprechend konspirative Strukturen aufzubauen, behinderte nach Einschätzung des Historikers Manfred Hildermeier die innerparteiliche Demokratie; stattdessen habe die SDAPR „Wesensmerkmale des bekämpften Staates dupliziert“. Lenin wurde entsprechend den Parteisatzungen Ende 1903 von den Mitgliedern des Zentralkomitees (ZK) zu einem weiteren ZK-Mitglied berufen und Anfang 1905 vom III. Parteitag in London ins ZK gewählt, schied jedoch Ende 1905 wieder aus dem ZK aus.
Auf dem Parteitag kam es zudem zur Abspaltung des Allgemeinen Jüdischen Arbeiterbundes von der SDAPR. Sie resultierte daraus, dass der Bund für sich Autonomie innerhalb der Partei forderte. Vor allem die Gruppe um Lenin stellte sich dieser Forderung mit dem Argument, dass dies nationale Politik und damit unvereinbar mit den Prinzipien der SDAPR sei, entgegen.
Programmatisch waren sich beide Flügel der Partei indes einig: Sie verstand sich als marxistische Partei, die nach einer Revolution der Industriearbeiter eine Diktatur des Proletariats errichten wollte, die in eine klassenlose Gesellschaft münden sollte. Problematisch war nur, dass laut Marx’ historischem Materialismus vor der proletarischen erst eine bürgerliche Revolution erfolgen müsste, die die Reste des Feudalismus beseitigen würde. Das besitzende Bürgertum war im Zarenreich der Jahrhundertwende aber zahlenmäßig noch sehr schwach ausgeprägt und auch gar nicht gegen das Regime eingestellt. Die SDAPR fand sich somit in der paradoxen Situation wieder, der Bourgeoisie, die sie eigentlich als Klassenfeind ansah, den Steigbügel zu halten. Die Bauern, die die übergroße Mehrheit der Bevölkerung des Agrarlands Russland ausmachten, interessierten die  Partei ideologisch gesehen nur nachrangig. Die Bauern wollte man mit der Rückgabe der so genannten „abgeschnittenen Stücke“, dem Land, das die Dorfgemeinden seit der Abschaffung der Leibeigenschaft durch Einhegungen verloren hatten, begünstigen. So wurde später nach der Oktoberrevolution das Dekret über Grund und Boden umgesetzt.

## Revolution von 1905–1907
In der ersten und blutig niedergeschlagenen russischen Revolution 1905–1907 versuchte die SDAPR, unter den aufständischen Arbeitern eine Führungsrolle zu gewinnen. Dies gelang ihr in einigen Großstädten Russlands.
Im April 1906 fand in Stockholm der IV. (Vereinigungs-)Parteitag der SDAPR statt, bei dem 62 Parteiorganisationen der Bolschewiki und Menschewiki vertreten waren. Der Parteitag beschloss die Satzungen der Partei entsprechend den 1903 von der Gruppe um Lenin aufgestellten Forderungen und vollzog die Vereinigung mit den nationalen sozialdemokratischen Parteien in Polen, Litauen, Lettland, Finnland und der Ukraine, die damals zum Russischen Reich gehörten, sowie mit dem „Allgemeinen Jüdische Arbeiterbund in Litauen, Polen und Russland“. Die Sozialdemokraten boykottierten die Parlamentswahl zur ersten Duma (April–Juli 1906), die sie als Scheinparlament des diktatorischen Zarenreichs ablehnten. Erst in der zweiten Duma (Februar–Juni 1907) waren sie vertreten. Die zweite Duma wurde unter dem Vorwand aufgelöst, dass die Sozialdemokraten angeblich einen Putsch in der Armee planen würden, wofür gefälschte Dokumente vorgelegt wurden. Unter einem neuen Wahlgesetz, das Gutsbesitzer und vermögende Teile der Bevölkerung begünstigte, waren die Sozialdemokraten in der dritten Duma (1907–1912) nur noch mit 19 Sitzen vertreten.

## Entwicklung bis zur Oktoberrevolution 1917
Nach einer Zeit starker Unterdrückung aller demokratischen Bestrebungen im Russischen Reich fand 1912 in Prag eine Parteikonferenz der SDAPR statt, bei der nur noch rund 20 Parteiorganisationen vertreten waren, hauptsächlich Bolschewiki. Einige der Menschewiki, die zu diesem Zeitpunkt über kaum organisierte Parteistrukturen verfügten, trafen sich auf Initiative von Leo Trotzki (1879–1940) in Wien. So waren die Menschewiki faktisch aus der Partei hinausgedrängt, die sich von nun an mit der Erweiterung „Bolschewiki“ als SDAPR(B) bezeichnete. Ins Zentralkomitee wurde Lenin gewählt, der seit 1907 nicht stimmberechtigter Kandidat des ZK gewesen war. Entsprechend den Parteisatzungen nahm das ZK Josef Stalin und Jakow Swerdlow in das ZK auf. Zu diesem Zeitpunkt verfügte die Partei insgesamt nur über etwa 10.000 aktive Mitglieder, die teils in Russland, teils im Exil lebten. Den Bolschewiki um Lenin rechnete sich ein Zehntel davon zu.
Kurz vor dem Sturz der Zarenherrschaft vom 15. März 1917 (sogenannte Februarrevolution nach dem altrussischen Kalender) bildete das ZK der SDAPR(B) ein besonderes Büro, das die Verbindung zu den vielen neuen Parteiorganisationen sicherstellen sollte, die sich überall in Russland bildeten. Zur Sekretärin dieses Büros wurde Jelena Stassowa (1873–1966) ernannt, die seit 1912 Mitglied des ZK war. Ab 1917 gab die Partei mehrere Tageszeitungen heraus; Zentralorgan wurde die Prawda (Die Wahrheit). Im August 1917 wählte der VI. Parteitag der SDAPR(B) Swerdlow ins ZK und beauftragte ihn mit der organisatorischen Leitung der Partei. Der Parteitag nahm einige Gruppen (Meschrajonzy) in die Partei auf, die sich seit 1912 weder den Menschewiki noch den Bolschewiki angeschlossen, sondern eine selbstständige Zwischenposition bezogen hatten, darunter die Gruppe um Trotzki.
Nach dem Sturz der Zarenherrschaft wuchs die Mitgliederzahl der SDAPR(B) im Verlauf des Jahres 1917 auf 240.000 Mitglieder. Deshalb wurde das zuvor von Stassowa geleitete Büro vergrößert und in ein Sekretariat umgewandelt, das von Swerdlow als „leitendem Sekretär“ geführt wurde. Er leitete die Parteiarbeit in Vorbereitung der Oktoberrevolution und führte den Vorsitz in der historischen Sitzung, als am 23. Oktober 1917 das Zentralkomitee der Bolschewiki den Beschluss fasste, „dass der bewaffnete Aufstand unumgänglich und völlig herangereift ist“. Trotzki bezeichnete Swerdlow später als den „eigentlichen Generalsekretär des Revolutionsjahres“, während Lenin der unumstrittene politische Parteiführer, Stratege und Theoretiker der SDAPR(B) war.
Auf dem parallel zur Machtübernahme der Bolschewiki stattfindenden II. Allrussischen Sowjetkongress war Swerdlow Fraktionsvorsitzender der SDAPR(B) und wurde zum Mitglied des Gesamtrussischen Zentralexekutivkomitees (GZEK) gewählt. Kurz darauf wurde er als Nachfolger von Lew Kamenew zum Vorsitzenden des GZEK gewählt. Während Swerdlow als „leitender Sekretär des ZK“ die Partei organisatorisch führte und als Vorsitzender des GZEK das Staatsoberhaupt Sowjetrusslands war, übte Lenin als Vorsitzender des Rats der Volkskommissare die Funktion des Regierungschefs aus und besaß politisch die höchste Autorität innerhalb der SDAPR(B), obwohl er offiziell nur ein ZK-Mitglied war. Bei den Auseinandersetzungen um die Auflösung der Konstituierenden Versammlung im Januar 1918 und um die Unterzeichnung des Friedensvertrags von Brest-Litowsk im März 1918 vertraten Lenin und Swerdlow in der Auseinandersetzung mit innerparteilichen Kritikern dieselbe Position.

## Umbenennung 1918
Im März 1918 leitete Swerdlow die Verhandlungen des VII. Parteitags, der die Umbenennung der Partei in Kommunistische Partei Russlands (Bolschewiki) (KPR(B)) beschloss. Entsprechend den geänderten Parteisatzungen war er seitdem Vorsitzender des Sekretariats des ZK der KPR(B). Nach dem Tod Swerdlows 1919 infolge der Spanischen Grippe und der Krankheit Lenins gelang es Stalin 1922, zum Generalsekretär der Partei gewählt zu werden. Der kranke Lenin warnte: „Stalin hat, nachdem er Generalsekretär geworden ist, eine unermessliche Macht in seinen Händen konzentriert“. und schlug in „seinem politischen Testament“ die Abwahl Stalins vor. Dazu kam es jedoch nicht.